# EE-17 Sucuri
O EE-17 Sucuri é um veículo blindado de combate desenvolvido pela empresa Engesa no Brasil.

## Descrição
Sua função primária era a de caça-tanques ou veículo antitanque. Foi concebido durante o período de grande desenvolvimento pelo qual passou a indústria militar brasileira durante os anos 80, vários projetos foram sendo apresentados pelas empresas brasileiras, de entre as quais se destacou claramente a ENGESA de São José dos Campos (SP).
A empresa produzia nesta época os veículos blindados Urutu de transporte de pessoal e o veículo blindado de reconhecimento Cascavel, equipado com canhão de 90mm de baixa velocidade.
Com mercados emergentes em mente, mas também com a possibilidade de encomendas por parte do exército brasileiro para um veículo mais poderoso que o Cascavel embora com grande mobilidade, a ENGESA desenhou um caça-tanques totalmente nacional que é um veículo blindado relativamente desprotegido mas muito bem armado, capaz de engajar veículos mais poderosos de surpresa e utilizar a sua alta velocidade para escapar da possibilidade de ser destruído.
Inicialmente o Sucuri deveria ser equipado com uma torre basculante FL-12 idêntica à utilizada no veículo AMX-13 ou Panhard EBR, com um canhão de 105mm.
Posteriormente, e porque a torre francesa foi considerada complexa, cara, e razão da dificuldade enfrentada pela Engesa em vender o veículo, foi decidido construir uma torre de concepção da própria Engesa, o que implicou também a troca do canhão por outro, de origem italiana e baseado no canhão L-7 britânico de calibre 105. Com este novo canhão, o Sucuri-II passava a ter possibilidade de disparar munição flecha perfurante, que era a mais eficiente contra veículos blindados, mesmo veículos blindados pesados.
A nova torre acabou por resultar num completo redesenho do Urutu, transformando-o num veículo muito superior ao seu antecessor. Com uma nova silhueta mais baixa e melhor perfil balístico frontal. A nova torre foi também resultado dos estudos da Engesa para o veículo que estudava no momento, o carro de combate médio EE-T1/T2 Osório. Para um veículo desenhado em meados dos anos 80, o Sucuri estava bastante bem equipado, com periscópios para comandante e atirador e um telêmetro laser, canhão giroestabilizado, podendo efetuar busca de alvos com o veículo em movimento.
O novo motor, juntamente com a nova torre, reduziram o peso do Sucuri-II para 18 toneladas, ou seja 500 Kg. A menos que o 18 500 Kg do modelo inicial do Sucuri.
O Sucuri-II podia ser assistido com muita facilidade e o seu motor era fácil de remover.   
Ele constituiu porém um marco na indústria militar brasileira, porque enquanto que com os outros veículos o Brasil se limitou a copiar conceitos e ideias de outros países, com o Sucuri-II - um caça-tanques leve numa plataforma 6x6 - houve uma tentativa de inovar que se não era completamente inovadora, era pelo menos na ideia de que esse tipo de veículo faria sucesso no futuro, pelo menos para as condições da América latina como substituto do veículo Cascavel.

## Armamento e Blindagem
O EE-18 estava equipado com um canhão totalmente giroestabilizado L7 de 105mm feito sobre licença pela Oto Melara, que pode disparar munição padrão da OTAN pode penetrar 150 mm de blindagem a 5 000 metros de alcance. O armamento secundário e composto por uma metralhadora calibre 12,7mm e uma metralhadora calibre 7,62mm coaxial. O veículo está equipado com um moderno sistema de combate a incêndios. A armadura do Casco e da torre são soldadas com armaduras compostas. Blindagem frontal protege contra disparos de 20-25mm e contra pequenas armas de fogo e estilhaços de artilharia só em volta de todo veiculo. NBC sistema de proteção não foi oferecida como padrão. A tripulação é composta de 4 pessoas que entram e saem por uma porta traseira que também serve para carregar as munições.